# 本傑明·戈勒
本傑明·戈勒（德語：Benjamin Goller；1999年1月1日—）是一位德國足球運動員，在場上的位置是中鋒。現效力於德國足球乙級聯賽球隊纽伦堡。